# 杜喬 (東漢)
杜喬（？—147年），字叔榮，河內郡林慮縣（今河南省林州市）人，東漢政治人物。

## 生平
杜喬祖上累世为二千石官员。少年好学，研习《韩诗》《京氏易》《欧阳尚书》，以孝行而闻名，常徒步挑担求师学习。少舉孝廉，被司徒楊震征辟到府中。後來歷任南郡太守、東海相。入拜侍中，汉安元年（142年）以守光禄大夫，奉命与七使巡行天下，弹劾不法。回京后，任太子太傅，轉任大司農。當時梁冀子弟五人無功而封侯，他上疏諫諍，未果，永昌郡太守刘君世想要獻梁冀金蛇，事發后，蛇入司農。梁冀向他借來一觀，被嚴詞拒絕。梁冀的小女兒死後，令公卿會喪，他亦不往，梁冀愈发记恨。改任光禄勋。
梁冀杀汉质帝后，大鸿胪杜乔与李固、胡廣、赵戒等群臣都支持清河王劉蒜。梁冀厉声陈说此事不可行，群臣都害怕，胡广、赵戒不再坚持，唯独李固和杜乔仍坚持原来的主张。梁冀拥立妹夫蠡吾侯刘志为汉桓帝。宦官唐衡、左悺等人称李固、杜乔当初认为桓帝不堪奉祀汉朝宗庙，桓帝因此记恨二人。
建和元年（147年），杜乔代替胡广担任太尉，拒絕梁冀所薦但曾被他查出大量贪污的汜宮擔任尚書。幾個月后，被梁冀以地震为由免職。他人图谋拥立劉蒜为帝，梁冀又使人彈劾杜乔參與其中，請下獄治罪。梁太后知道杜乔是忠臣，不从，仅免去他的官职。梁冀威脅杜喬：“若早自盡，妻子可全命。”次日梁冀派骑兵去杜乔府上察看，得知府中没有哭声，知道杜乔没有自杀，就将其抓捕入獄，死在狱中，妻儿回到老家。杜乔和李固一起暴尸在洛陽城北。

## 延伸阅读
[在维基数据编辑]
 《後漢書·卷63》，出自范晔《後漢書》